# Liuqin

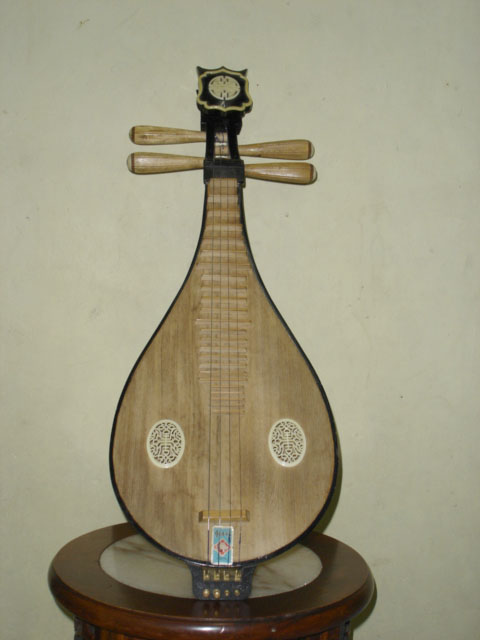
Liuqin

Liuqin (chinesisch 柳琴, Pinyin liǔqín) ist eine in der chinesischen Musik gespielte Schalenhalslaute mit vier Saiten und einem birnenförmigen Klangkörper. Das Zupfinstrument ist klein und erscheint als eine Miniaturkopie der pipa, wobei ihr Tonumfang größer als derjenige der pipa ist.
Eine modernisierte Spielweise führte in der zweiten Hälfte des 20. Jahrhunderts zu einer allmählichen Erhöhung ihres Ansehens, wodurch der liuqin in der chinesischen Musik – sowohl in der Orchestermusik als auch bei Solostücken – ein besonderer Platz zugewiesen wurde. Sie dient als Begleitinstrument in der chinesischen Volksoper und als Soloinstrument, das wegen seines einzigartigen Klangs und seiner akustischen Qualitäten geschätzt wird.

## Geschichte
Die liuqin hatte verschiedene Namen; ursprünglich hieß sie liuyeqin (柳葉 琴), was „weidenblattförmiges Instrument“ bedeutet. Dies weist darauf hin, dass liuqin eine Abkürzung des Begriffs liuyeqin ist. Ein anderer Hinweis auf die liuqin ist tu pipa (土 琵琶), was buchstäblich „unraffinierte Pipa“ bedeutet (wegen der oben erwähnten geringeren Größe und Ähnlichkeit der liuqin zur pipa).
Im Verlauf ihrer Geschichte kam die liuqin in Variationen von zwei Saiten, die nur eineinhalb Oktaven spielbar machte, bis vier Saiten vor. Die früheste Vorläuferin der modernen Vier-Saiten-Version erschien während der Qing-Dynastie (1644–1912) und war sehr populär. Sie verfügte über zwei Saiten und wurde zu Begleitzwecken in traditionellen Opern verwendet.
Die zweisaitige liuqin wurde ab der Qing-Dynastie bis Ende des 20. Jahrhunderts gespielt. Mit der Modernisierung der traditionellen chinesischen Musik in den 1950er Jahren wurde die viersaitige liuqin als Nachfolgerin entwickelt, die mit vier Oktaven einen größeren Tonumfang und zusätzlich einen größeren Klangkörper besitzt, damit der Musiker das Instrument leichter handhaben kann.

## Bauform und Spielweise

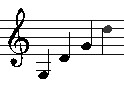
Tonumfang

Historisch wurde die liuqin aus Weidenholz (柳 liǔ, wörtlich „Weide“) hergestellt, während professionelle Musiker Instrumente mit höherer Qualität benutzten, die aus rotem Sandelholz oder Palisanderholz gefertigt waren. Bei zeitgenössischen Versionen der liuqin ist die Frontplatte aus tong-Holz (桐木) gemacht und die Rückseite aus rotem Sandelholz, was wieder vergleichbar mit historischen Instrumenten ist.
Die liuqin wird diagonal vor dem Oberkörper gehalten. Der im Vergleich zur pipa kürzere Hals ragt kaum über die linke Schulter des Musikers hinaus. Die Saiten verlaufen über einen Steg, der am unteren Ende auf der Decke sitzt, die zwei prominente Klanglöcher hat. Die liuqin wird mit einem Plektrum in einer ähnlichen Technik wie die ruan und die yueqin gespielt, weshalb sie am häufigsten von Musikern verwendet wird, die mit den beiden Instrumenten Erfahrung haben.
Die Spieltechnik der liuqin kommt der Mandoline näher als der pipa; benutzt wird ein Plektrum und häufig eine Tremolo-Technik. Die Saiten werden entweder in Quinten, wie G-D-A-E (als Mandoline oder Geige), oder in einer Kombination aus Quarten und Quinten gestimmt, wie beispielsweise G-D-G-D, was eine gebräuchlichere Abstimmung ist, die von den meisten Spielern der liuqin verwendet wird. Da dies dem Spielen der ruan gleicht, können Musiker oftmals sowohl die liuqin als auch die ruan spielen.
Die moderne liuqin hat vier Stahlsaiten, und wie bei der ruan wurde die Anzahl der Bünde im Lauf des 20. Jahrhunderts von 7 auf 29 erhöht. Die Bünde sind in Halbton-Intervallen angeordnet.
Im Unterschied zu westlichen Saiteninstrumenten mit Bünden sind die Bünde bei chinesischen Lauten so hoch, dass die Finger das Griffbrett nicht berühren. Dies ermöglicht eine größere Beeinflussung des Timbres (Klangfarbe) und der Intonierung, erschwert jedoch das akkordische Spielen.

## Bekannte Liuqin-Spieler
- Wang Huiran (* 1936)
- Wang Hongyi, Tochter von Wang Huiran
- Mei Han